# 알리 카리미
모함마드 알리 카리미 파샤키(페르시아어: محمد علی کریمی, Mohammad Ali Karimi Pashaki, 1978년 11월 8일 ~ )는 이란의 은퇴한 축구 선수이다. 선수 시절 포지션은 공격형 미드필더이다. 카리미는 2004년 아시아 올해의 축구 선수에 선정되었으며, '테헤란의 마법사' 등의 별명을 가지고 있다.

## 선수 경력

### 클럽 경력
카리미는 1998년 페르세폴리스 FC에서 이란 프로 리그에 데뷔하였고, 1998-99 시즌 이란 프로 리그와 하즈피 컵에서 우승을 거머쥐어 더블을 이루었으며, 1999-00 시즌 두 시즌 연속으로 이란 프로 리그 우승을 차지하는 데 크게 공헌하였다. 이러한 활약으로 인하여 2001년 스페인 프리메라리가의 아틀레티코 마드리드의 관심을 받기도 하였지만 UAE 1부 리그의 알아흘리로 이적하였고, 환상적인 드리블 등 놀라운 활약을 선보여 '아시아의 마라도나'라는 별명을 얻었다. 그는 2001-02 시즌과 2003-04 시즌 팀이 UAE 프레지던트컵 우승을 차지하는데 크게 기여하였으며, 2003-04 시즌 14골로 UAE 1부 리그 득점왕에 오르기도 하였다.
그는 2004년 10월 독일과의 친선경기에서 빼어난 활약을 펼쳤고, 2005년 독일 분데스리가의 FC 바이에른 뮌헨으로 이적하였다. 이적 후 첫 시즌인 2005-06 시즌에 1 분데스리가와 DFB-포칼에서 우승을 차지하여 더블을 이루는 데 일조하였으나, 2006년 3월 4일 함부르크 SV와의 경기에서 허벅지 부상을 당하여 남은 경기에 뛰지 못하였다. 2006-07 시즌에는 첼시 FC로 이적한 미하엘 발라크의 대체자 역할을 수행하였으나 새로 이적한 마르크 판 보멀과의 주전 경쟁에서 밀리게 되었고, 2007년 7월 3일 카타르 리그의 카타르 SC로 이적하였다. 2008년 자신의 친정팀인 이란 프로 리그의 페르세폴리스 FC로 이적하여 이란 무대로 복귀하였고, 2009년 7월 스틸 아진 FC로 다시 이적하였다.
하지만 2010년 8월 라마단을 어겨 소속팀 스틸 아진 FC와 계약해지를 하였고 2011년 독일 분데스리가의 FC 샬케 04로 이적하였다. 이후 반 년 만에 다시 페르세폴리스로 이적하였다.
2013년 5월 돌연 선수 생활 은퇴를 발표하였다. 하지만 얼마 되지 않아 이를 번복하고 트랙터 사지 FC에 입단하였다.

### 국가대표팀 경력
카리미는 1998년 10월 13일 쿠웨이트와의 경기로 국가대표팀에 데뷔하였고, 1998년 아시안 게임에 출전하였다. 1998년 12월 19일 쿠웨이트와의 1998년 아시안 게임에서 첫 골을 기록하였으며, 결승전에서 선제골을 넣는 등 팀이 우승을 차지하는 데 크게 공헌하였다. 하지만 팀이 2002년 FIFA 월드컵 아시아 지역 예선에서 탈락하여 2002년 FIFA 월드컵에 참가하지 못하였다.
그는 2004년 AFC 아시안컵에 출전하여 대한민국과의 경기에서 해트트릭을 기록하는 등 5골을 기록하여 대회 득점왕에 올랐으며, 이러한 활약으로 그 해 아시아 올해의 축구 선수에 선정되었다. 이후 2006년 FIFA 월드컵과 2007년 AFC 아시안컵에도 참가하였으나, 좋지 못한 경기력을 보이며 이전과 같은 활약을 하지 못하였다.
그는 2009년 6월 10일 대한민국과의 2010년 FIFA 월드컵 아시아 지역 예선에서 부정 의혹으로 논란이 되었던 이란 대통령 선거에서 개혁파를 대표하는 초록색 팔찌를 착용하고 경기에 출전해 이란 이슬람 공화국 축구 연맹으로부터 무기한 출전 처분을 받았지만, 9개월 후 태국과의 2011년 AFC 아시안컵 예선에서 국가대표팀에 복귀하였다.

## 경력
- 1998년 아시안 게임 국가대표
- 2000년 AFC 아시안컵 국가대표
- 2004년 AFC 아시안컵 국가대표
- 2006년 FIFA 월드컵 국가대표
- 2007년 AFC 아시안컵 국가대표

## 수상

### 개인
- 2004년 UAE 1부 리그 득점왕
- 2004년 AFC 아시안컵 베스트 11
- 2004년 AFC 아시안컵 득점왕
- 2004년 아시아 올해의 축구 선수

### 클럽
- 페르세폴리스 FC
  - 이란 프로 리그 우승 2회 : 1998-99 시즌, 1999-00 시즌
  - 하즈피 컵 우승 1회 : 1998-99 시즌
- 알아흘리
  - UAE 프레지던트컵 우승 2회 : 2001-02 시즌, 2003-04 시즌
- FC 바이에른 뮌헨
  - 1 분데스리가 우승 1회 : 2005-06 시즌
  - DFB-포칼 우승 1회 : 2005-06 시즌

### 국가대표팀
- 1998년 아시안 게임 금메달
- 2004년 AFC 아시안컵 3위

## 같이 보기
- A매치 100경기 이상 출전한 축구 선수 명단